# Liste der Biografien/Zeh
Liste der Biografien |
Portal Biografien |
Personensuche
# |
A |
B |
C |
D |
E |
F |
G |
H |
I |
J |
K |
L |
M |
N |
O |
P |
Q |
R |
S |
T |
U |
V |
W |
X |
Y |
Z |
?
 
Za |
Zb |
Zc |
Zd |
Ze |
Zf |
Zg |
Zh |
Zi |
Zj |
Zk |
Zl |
Zm |
Zn |
Zo |
Zr |
Zs |
Zu |
Zv |
Zw |
Zy |
Zz
 
Zea |
Zeb |
Zec |
Zed |
Zee |
Zef |
Zeg |
Zeh |
Zei |
Zej |
Zek |
Zel |
Zem |
Zen |
Zeo |
Zep |
Zeq |
Zer |
Zes |
Zet |
Zeu |
Zev |
Zew |
Zey |
Zez
Die Liste der Biografien führt alle Personen auf, die in der deutschsprachigen Wikipedia einen Artikel haben. Dieses ist eine Teilliste mit 193 Einträgen von Personen, deren Namen mit den Buchstaben „Zeh“ beginnt.

## Zeh
- Zeh, Brigitte (* 1975), deutsche Schauspielerin
- Zeh, Dieter (1932–2018), deutscher Physiker
- Zeh, Dominik (* 1977), deutscher Ringer und Trainer
- Zeh, Jan (1817–1897), galizischer Pharmazeut
- Zeh, Johann (1816–1882), österreichischer Ingenieur und Lokomotiv-Konstrukteur
- Zeh, Johann Nicol Adam (1845–1916), deutscher Unternehmer
- Zeh, Juli (* 1974), deutsche SchriftstellerinJuli Zeh (* 1974)

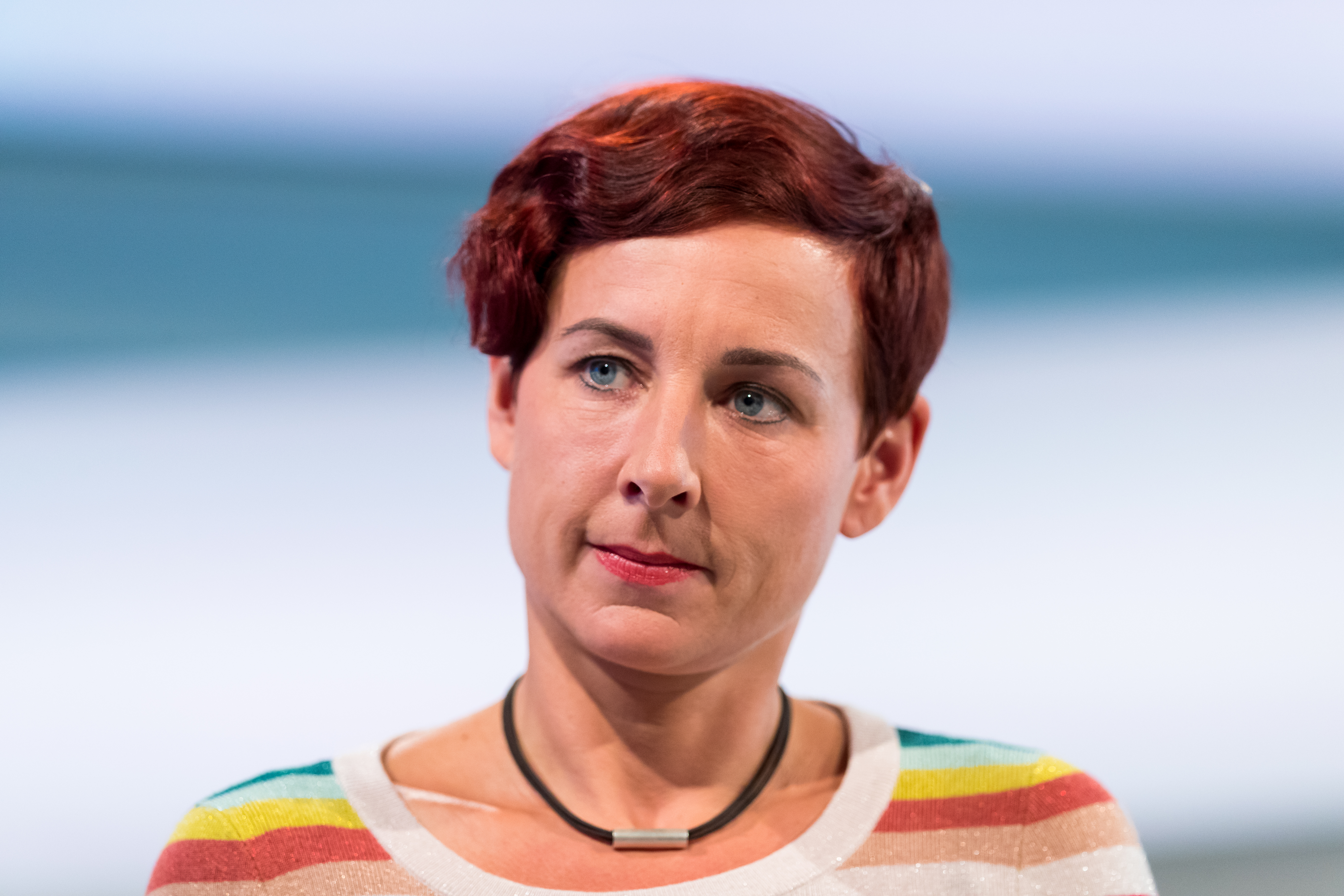
Juli Zeh (* 1974)

- Zeh, Jürgen (* 1943), deutscher Sozialwissenschaftler und Hochschullehrer
- Zeh, Klaus (* 1952), deutscher Politiker (CDU)
- Zeh, Lothar (* 1943), deutscher Fußballspieler
- Zeh, Manfred (1933–2021), deutscher Generalmajor der Nationalen Volksarmee der DDR
- Zeh, René (* 1973), deutscher bildender Künstler
- Zeh, Ulrich (1946–2022), deutscher Maler und Grafiker
- Zeh, Walter, österreichischer Bassist und Chorleiter
- Zeh, Wolfgang, deutscher Architekt und Hochschullehrer
- Zeh, Wolfgang (* 1942), deutscher Verwaltungswissenschaftler

### Zeha
- Zehaf-Bibeau, Michael (1982–2014), kanadischer Attentäter
- Zehar, Farouk (* 1939), algerischer Schriftsteller
- Zehavi, Moshe (* 1968), israelischer Badmintonspieler
- Zehavi, Oz (* 1983), israelischer Schauspieler

### Zehd
- Zehden, Alfred (1876–1948), deutscher Ingenieur und Erfinder
- Zehden, Emmy (1900–1944), deutsche Widerstandskämpferin gegen den Nationalsozialismus
- Zehden, Karl (1843–1901), österreichischer Geograph
- Zehden, Werner (1911–1991), deutscher Politiker (SPD), MdA, Verfolgter des Nationalsozialismus
- Zehdi, Labib Terzi (1924–2006), palästinensischer Politiker und Diplomat

### Zehe
- Zehe, Alfred (* 1939), deutscher Physiker
- Zehe, Christian (* 1967), deutscher Vielseitigkeitsreiter
- Zehe, Kurt (1913–1969), deutscher Catcher und Schauspieler
- Zehe, Olaf (* 1966), deutscher Handballspieler
- Zehelein, Alfred (1902–1978), deutscher Komponist, Musikwissenschaftler, Musikpädagoge und Kirchenmusiker
- Zehelein, Justus Friedrich (1760–1802), deutscher Schriftsteller, Komponist, Justizamtmann und Radierer
- Zehelein, Klaus (* 1940), deutscher Dramaturg, Regisseur und Intendant
- Zehelskyj, Lonhyn (1875–1950), ukrainischer Politiker, Rechtsanwalt, Journalist, Diplomat und Verleger
- Zehender, August (1903–1945), deutscher Offizier, Generalmajor der Waffen-SSAugust Zehender (1903–1945)

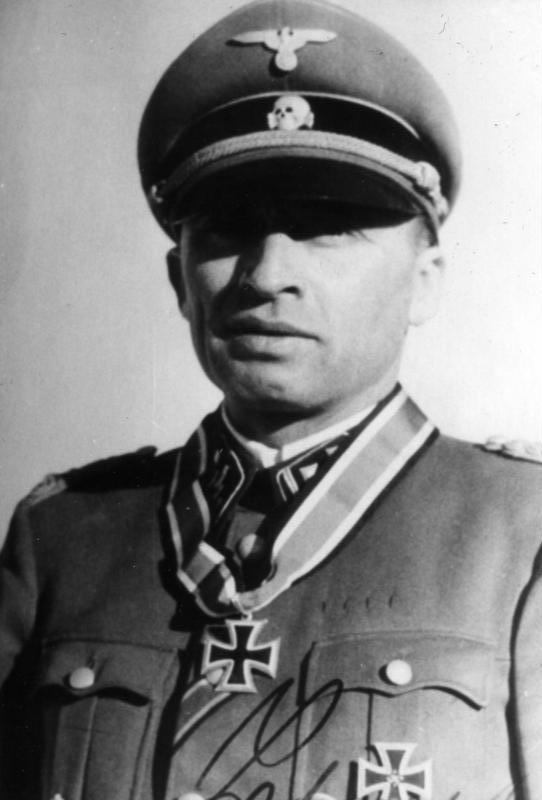
August Zehender (1903–1945)

- Zehender, Carl Wilhelm von (1819–1916), deutscher Hochschullehrer, Professor für Augenheilkunde
- Zehender, Emanuel Friedrich (1791–1870), Schweizer Schullehrer, Pomologe und Gutsbesitzer
- Zehender, Ernst Wilhelm (1905–1942), deutscher Zeuge Jehovas
- Zehender, Gabriel, deutscher oder Schweizer Maler und Zeichner
- Zehender, Goffredo (1901–1958), italienischer Autorennfahrer
- Zehender, Johann Caspar (1742–1805), Schweizer Zeichner, Maler und Radierer
- Zehender, Johann Jakob (1687–1766), Schweizer evangelischer Geistlicher und Heimatforscher
- Zehender, Johannes (1564–1613), badischer Hofprediger und Jesuit
- Zehender, Manfred (* 1963), österreichischer Tänzer
- Zehender, Matthäus (1641–1697), süddeutscher Maler des Barock
- Zehendner, Christoph (* 1961), deutscher Journalist beim SWR, Liedermacher im Bereich Neues geistliches Lied, Theologe
- Zehendner, Hanni (1946–2021), deutsche Triathletin
- Zehendner, Siegfried Michael (1901–1975), deutscher Lehrer und Komponist
- Zehentbauer, Otto (1880–1961), deutscher Bildhauer
- Zehentmayer, Martin († 1529), Mitglied der süddeutschen Täuferbewegung
- Zehentmayr, Dieter (1941–2005), österreichischer Karikaturist
- Zehentner, Hannes (* 1965), deutscher Skirennläufer
- Zehentner, Robert (* 1951), österreichischer Politiker (SPÖ), Abgeordneter zum Salzburger Landtag, Mitglied des Bundesrates
- Zehentner, Traude (* 1950), österreichische Schriftstellerin
- Zehetbauer, Rolf (1929–2022), deutscher Filmarchitekt
- Zehetbauer, Sieglinde, deutsche Sängerin (Sopran) und Coach für Gesang, Klavier, Orgel
- Zehetgruber, Franz (1882–1970), österreichischer Politiker (CSP), Abgeordneter zum Nationalrat
- Zehetgruber, Martin (* 1961), österreichischer Bühnenbildner
- Zehetgruber, Rudolf (1926–2023), österreichischer Filmregisseur und Schauspieler
- Zehetleitner, Udo (* 1940), deutscher Bergführer
- Zehetmaier, Hans (* 1954), deutscher Unternehmer und Betriebswirt
- Zehetmaier, Marie (1881–1980), deutsche Friedensaktivistin
- Zehetmair, Astrid (* 1993), österreichische Politikerin (ÖVP)
- Zehetmair, Hans (1936–2022), deutscher Politiker (CSU), MdLHans Zehetmair (1936–2022)

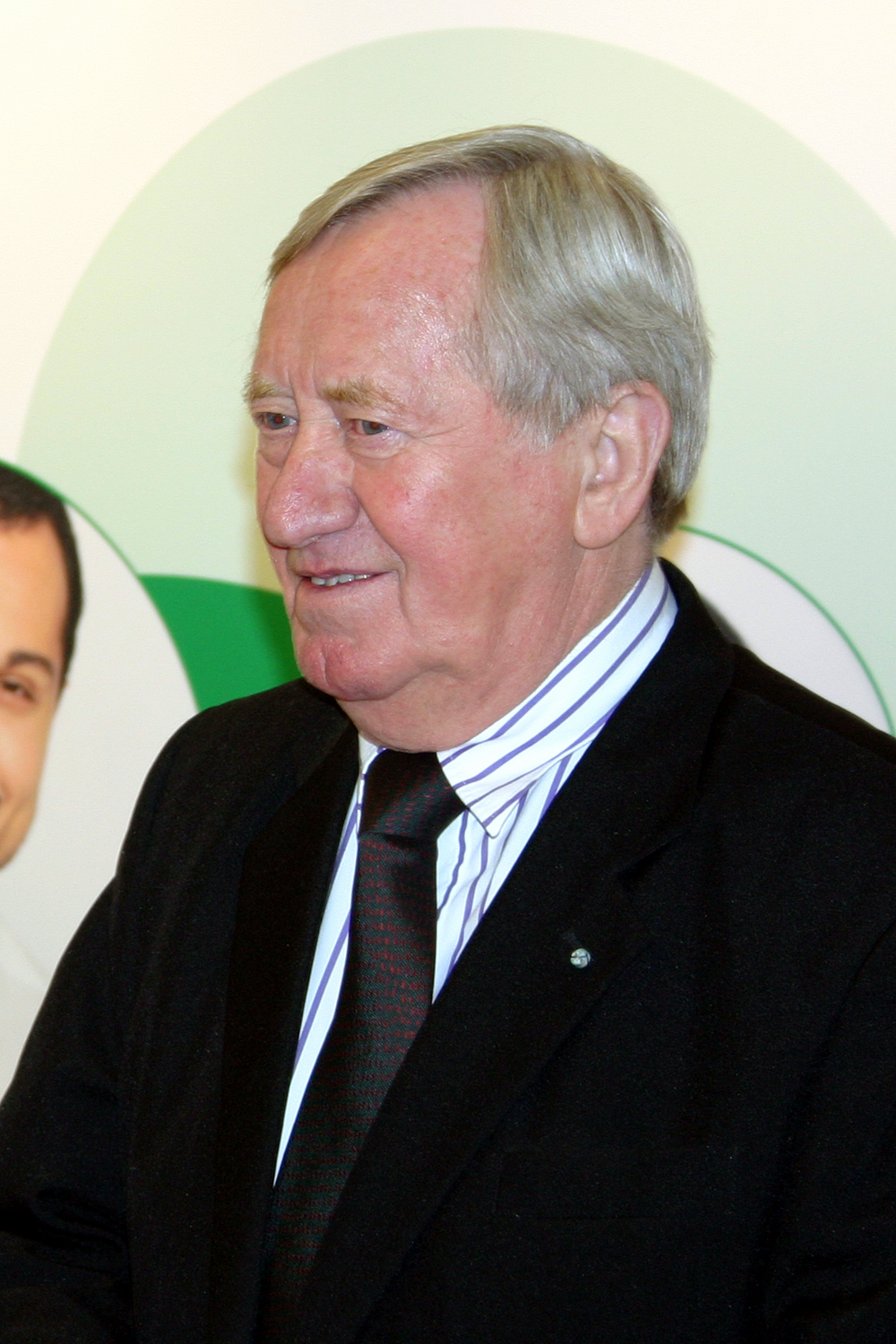
Hans Zehetmair (1936–2022)

- Zehetmair, Helmut (1935–2021), österreichischer Musiker und Musikpädagoge
- Zehetmair, Josef (1861–1926), deutscher Politiker (SPD), MdL
- Zehetmair, Thomas (* 1961), österreichischer Violinist
- Zehetmayer, Franz (1884–1973), österreichischer Politiker (CSP)
- Zehetmayer, Franz (1916–1992), österreichischer Eishockeyspieler
- Zehetmayer, Hans (* 1909), österreichischer Boxer
- Zehetmayer, Roman (* 1973), österreichischer Archivar und Historiker
- Zehetmayr, Ignaz (1746–1813), Klosterrichter in Weihenstephan und Bürgermeister von Freising
- Zehetmayr, Johann (1839–1906), österreichischer Politiker
- Zehetmeier, Winfried (1933–2019), bayerischer Kommunalpolitiker (CSU), Pädagoge und Autor
- Zehetner, Elisabeth (* 1977), österreichische Politikerin (ÖVP)Elisabeth Zehetner (* 1977)

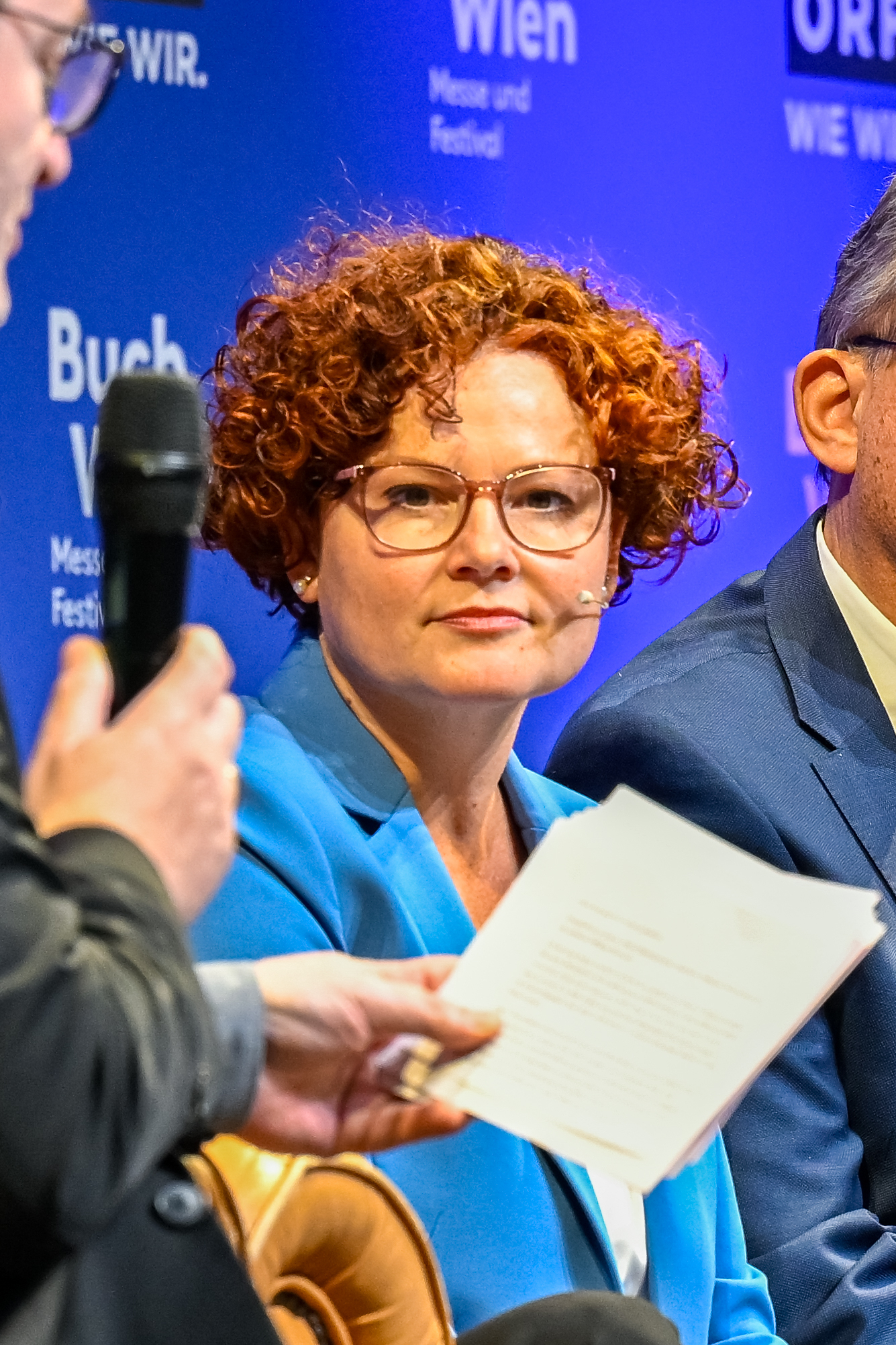
Elisabeth Zehetner (* 1977)

- Zehetner, Franz (* 1949), österreichischer Jurist
- Zehetner, Hans (1912–1942), österreichischer Handballspieler
- Zehetner, Hans (1914–1973), österreichischer Szenenbildner
- Zehetner, Josef (1889–1965), österreichischer Beamter und Politiker, Landtagsabgeordneter
- Zehetner, Ludwig (* 1939), deutscher Lehrer, Mundartforscher und Schriftsteller
- Zehetner, Nora (* 1981), US-amerikanische Schauspielerin
- Zehetner-Hashemi, Shoura (* 1982), österreichisch-iranische Juristin und MenschenrechtsaktivistinShoura Zehetner-Hashemi (* 1982)

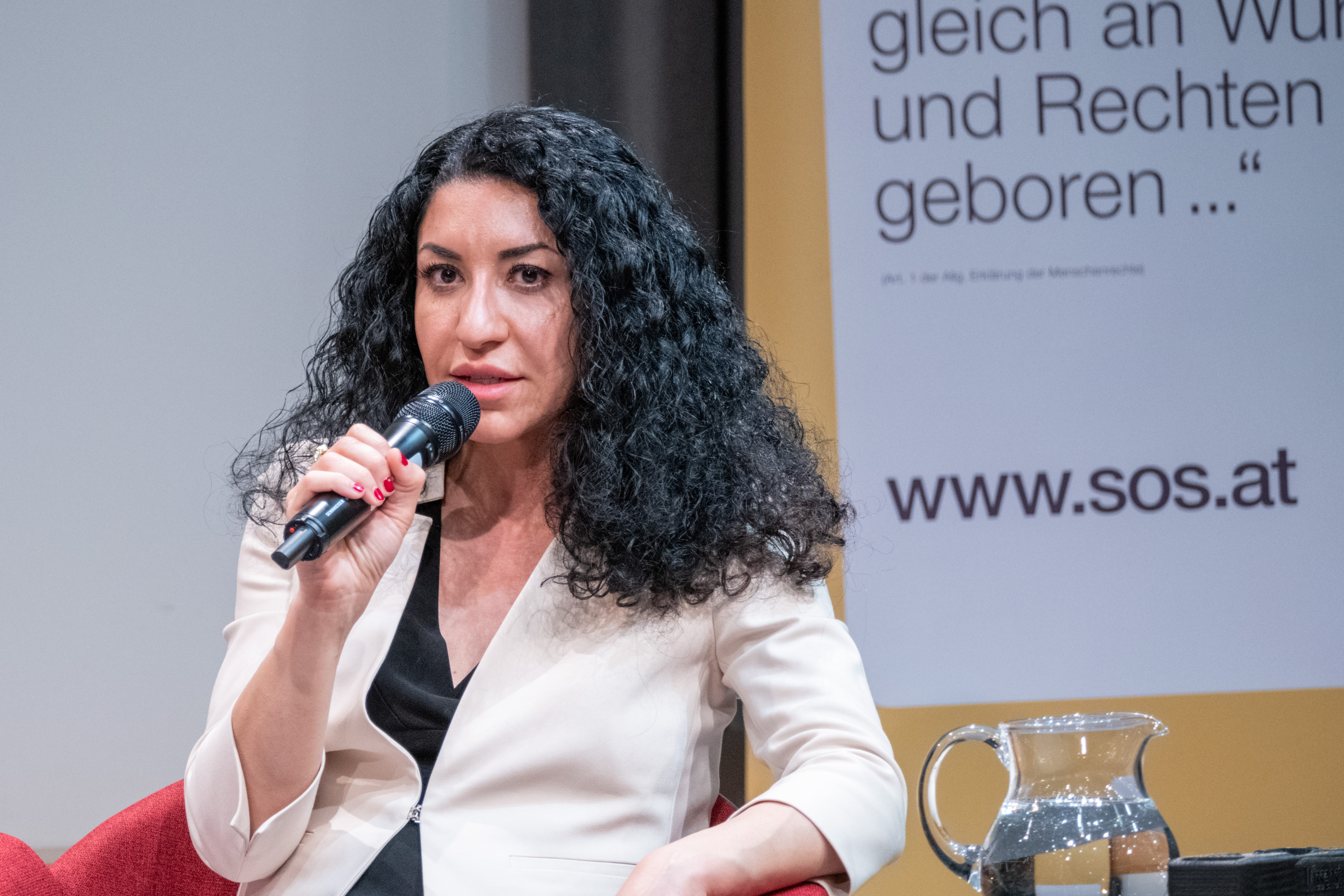
Shoura Zehetner-Hashemi (* 1982)

### Zehf
- Zehfuss, Georg (1832–1901), deutscher Mathematiker und Physiker
- Zehfuß, Johannes (* 1959), deutscher Politiker (CDU), MdL
- Zehfuß, Ulrich (* 1973), deutscher Sänger, Liedermacher und Autor

### Zehi
- Zehir, Ersin (* 1998), deutsch-türkischer Fußballspieler

### Zehl
- Zehle, Ernst (1876–1940), deutscher bildender Künstler
- Zehle, Georg (1882–1945), deutscher Politiker
- Zehle, Wilhelm (1876–1956), deutscher Komponist und Dirigent
- Zehlen, Rolf, deutscher Basketballtrainer
- Zehler, Johann Gottfried (1811–1873), deutscher Lehrer und Naturforscher
- Zehlicke, Adolf (1834–1904), deutscher Lehrer und Schriftsteller

### Zehm
- Zehm, Bodo (* 1951), deutscher Prähistoriker und Archäologe
- Zehm, Friedrich (1923–2007), deutscher Komponist
- Zehm, Günter (1933–2019), deutscher Publizist und Philosoph
- Zehme, Albertine (1857–1946), österreichische Schauspielerin, Sängerin und Rezitatorin
- Zehme, Albrecht (1828–1889), deutscher Lehrer, Historiker und Politiker
- Zehme, Siegfried (1864–1940), deutscher evangelisch-lutherischer Geistlicher, Theologe und Missionar
- Zehme, Werner (1859–1924), deutscher Maler, Illustrator und Schriftsteller
- Zehmen, Achatius von († 1565), preußischer Beamter im Preußen Königlichen Anteils und im Herzogtum PreußenAchatius von Zehmen († 1565)

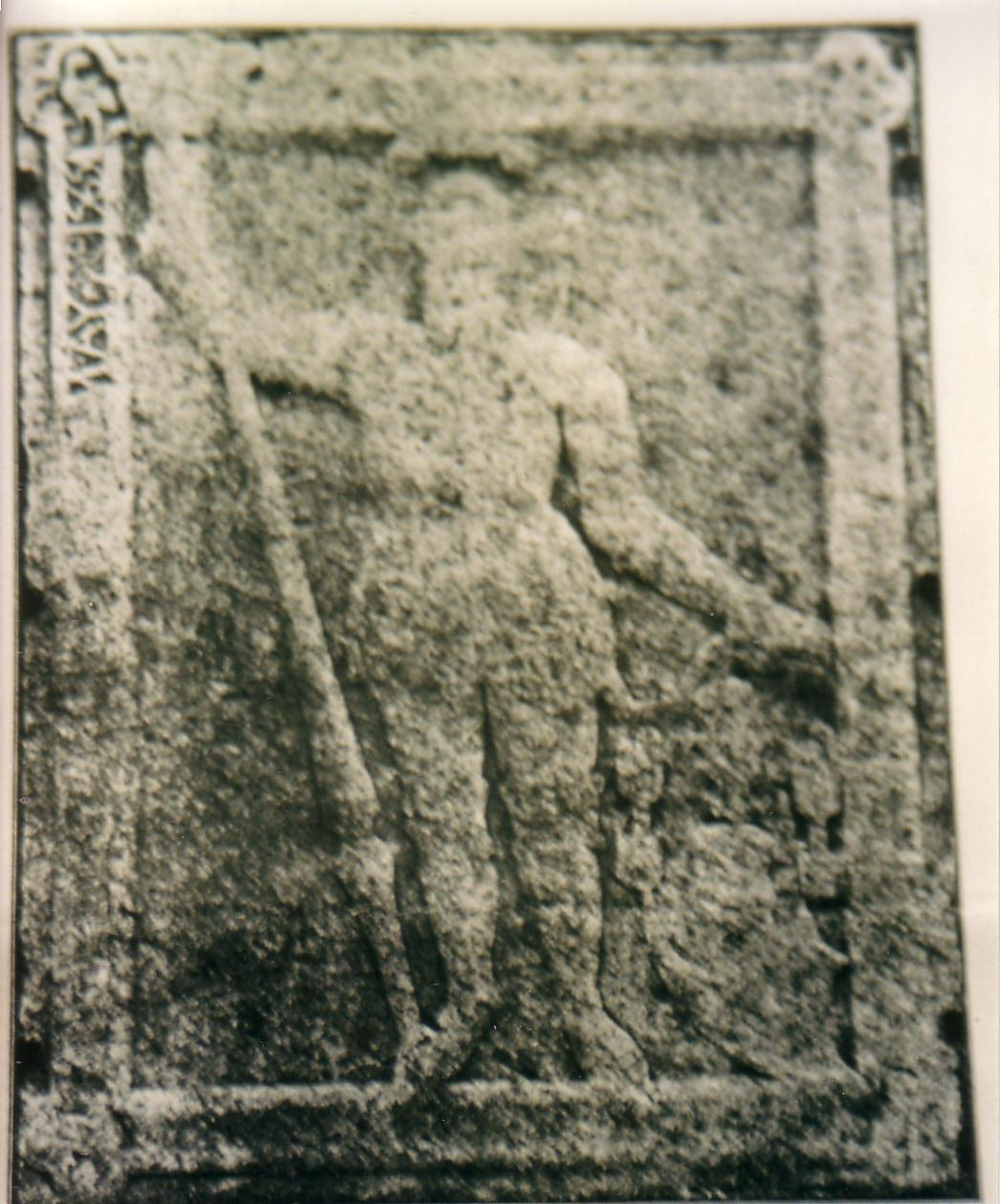
Achatius von Zehmen († 1565)

- Zehmen, Achaz II. von († 1576), preußischer Beamter im Preußen Königlichen Anteils und im Herzogtum Preußen
- Zehmen, Adolf Karl Alexander Lothar von (1729–1801), kurfürstlich-sächsischer Geheimer Rat
- Zehmen, Catharina von (1513–1558), Stammmutter aller preußischen Dohnas
- Zehmen, Christoph Heinrich Adolph von (1728–1799), Kapitän, Generaladjudant, Kammerherr, Reisemarschall und Schlosshauptmann
- Zehmen, Emanuel Leberecht von (1697–1739), gräflich-stolbergischer Hofmeister
- Zehmen, Fabian II. von (1540–1605), Reichsfreiherr, Woiwode von Marienburg (Ordensburg), polnischer Beamter
- Zehmen, Fabian III. von († 1636), preußischer Beamter im Preußen Königlichen Anteils und im Herzogtum Preußen
- Zehmen, Fabian von († 1580), polnischer Beamter, Kgl. Botschafter, Deputierter auf verschiedenen Reichstagen
- Zehmen, Fritz von (1860–1942), preußischer Generalmajor
- Zehmen, Georg Philipp von († 1640), Oberst und Kommandant von Coburg
- Zehmen, Hanns von (1813–1885), deutscher Gutsbesitzer und Politiker, MdL
- Zehmen, Hans Bastian I. von (1598–1638), Oberst und Kommandant von Magdeburg
- Zehmen, Hans Bastian III. von (1691–1763), königlich-polnischer und kursächsischer Hof-, Justiz- und Appellationsrat
- Zehmen, Hans Bastian von (1629–1702), deutscher Jurist
- Zehmen, Hans George von (1666–1732), königlich-polnischer und kurfürstlich-sächsischer Kammerrat
- Zehmen, Heinrich Ludwig von (1743–1832), Deputierter auf dem Lausitzer Landtag, Rittergutsbesitzer
- Zehmen, Johann Anton III. von (1715–1790), Bischof des Bistums Eichstätt; Fürstbischof des Hochstifts Eichstätt
- Zehmen, Karl Friedrich von (1720–1798), deutscher Weihbischof, Dompropst, Generalvikar und General-Offizial
- Zehmen, Ludwig von (1812–1892), deutscher konservativer Politiker, Landtagspräsident im Königreich Sachsen und Rittergutsbesitzer
- Zehmen, Ortel von, kurfürstlicher Rat in Brandenburg, Vogt, Amtmann und Hofrichter der Altmark

### Zehn
- Zehnacker, Jean-Paul (* 1941), französischer Schauspieler
- Zehnder, Alexander J. B. (* 1946), Schweizer Mikrobiologe
- Zehnder, Andreas (* 1965), Schweizer Eishockeyspieler und -trainer
- Zehnder, Anna Iduna (1877–1955), Schweizer Malerin, Ärztin und Anthroposophin
- Zehnder, Beat (* 1966), Schweizer Formel-1-Ingenieur
- Zehnder, Berthold (1928–1986), deutscher Politiker (FDP/DVP), MdL (Baden-Württemberg)
- Zehnder, Bruno P. (1945–1997), Schweizer Tierfotograf
- Zehnder, Carl (1859–1938), Schweizer Architekturtheoretiker, Zeichner und Architekt
- Zehnder, Carl August (* 1937), Schweizer Informatiker
- Zehnder, Christian (* 1961), Schweizer Sänger und Komponist
- Zehnder, Christian (* 1983), Schweizer Autor
- Zehnder, Cinzia (* 1997), Schweizer FussballspielerinCinzia Zehnder (* 1997)

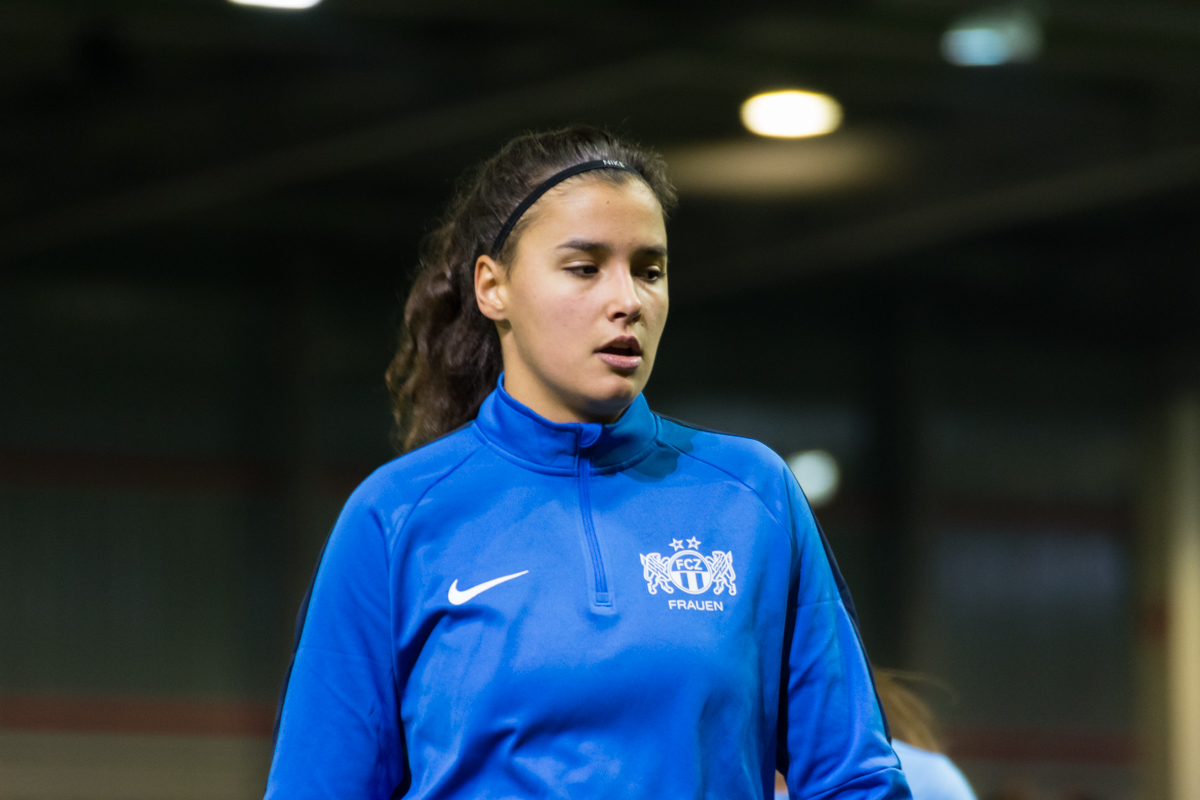
Cinzia Zehnder (* 1997)

- Zehnder, Eduard (1940–2024), Schweizer Mathematiker
- Zehnder, Emma (1859–1933), Schweizer Lehrerin und Frauenaktivistin
- Zehnder, Frank Günter (* 1938), deutscher Kunsthistoriker
- Zehnder, Jean-Claude (* 1941), Schweizer Organist, Cembalist und Musikwissenschaftler
- Zehnder, Josef (1810–1896), Schweizer Verleger, Buchdrucker und Politiker
- Zehnder, Kaspar (* 1970), Schweizer Dirigent und Flötist
- Zehnder, Ludwig (1854–1949), Schweizer Physiker
- Zehnder, Manuel (* 1999), Schweizer Handballnationalspieler
- Zehnder, Manuela (* 1983), Schweizer Squashspielerin
- Zehnder, Markus Philipp (* 1964), Schweizer Theologe
- Zehnder, Matthias (* 1967), Schweizer Journalist und Buchautor
- Zehnder, Olivier (* 1966), Schweizer Diplomat
- Zehnder, Paul (1884–1973), Schweizer Maler und Glasmaler
- Zehnder, Raphael (* 1963), Schweizer Journalist und Kriminalschriftsteller
- Zehnder, Samuel (* 2000), Schweizer HandballspielerSamuel Zehnder (* 2000)

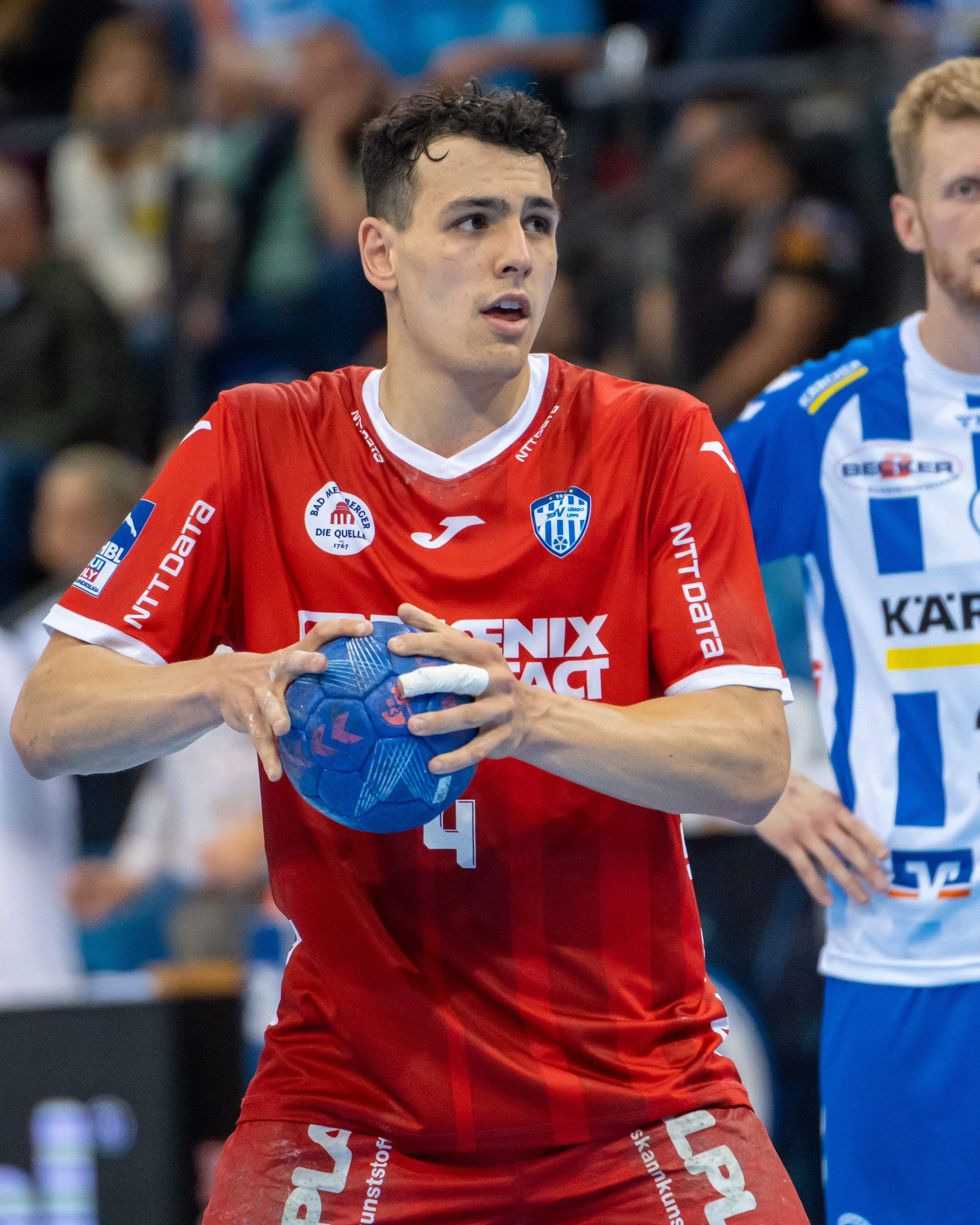
Samuel Zehnder (* 2000)

- Zehnder, Sepp (* 1944), Schweizer Skispringer
- Zehnder, Sepp (* 1974), Schweizer Skispringer
- Zehnder, Silas (* 1999), deutscher Fußballspieler
- Zehnder, Ulrich (1798–1877), Schweizer Politiker und Arzt
- Zehnder, Walter (1926–1989), Schweizer Radrennfahrer
- Zehnder, Yannick (* 1997), Schweizer Eishockeyspieler
- Zehnder-Stadlin, Josephine (1806–1875), Schweizer Pädagogin
- Zehne, Waltraud (1932–2021), deutsche Tischtennisspielerin
- Zehner, Bodo (* 1959), deutscher Radrennfahrer
- Zehner, Günter (1923–2002), deutscher Jurist und Vizepräsident des Bundesverwaltungsgerichts
- Zehner, Joachim (1566–1612), deutscher Theologe und Pädagoge
- Zehner, Joachim (1957–2019), deutscher evangelischer Theologe und Pfarrer
- Zehner, Sandro (* 1979), deutscher Kommunalpolitiker (CDU)
- Zehner, Sascha (* 1973), deutscher Politiker (CDU)
- Zehner, Wilhelm (1883–1938), österreichischer General der Infanterie
- Zehner, Zita (1900–1978), deutsche Politikerin (CSU), Landtagsabgeordnete und Verfassungsrichterin
- Zehngraf, Johannes (1857–1908), dänischer Miniaturenmaler
- Zehnhoff, Hugo am (1855–1930), deutscher Jurist und Politiker (Zentrum), MdR
- Zehnle, Stephanie (* 1986), deutsche Historikerin
- Zehnpfennig, Ady (* 1949), deutscher Musiker
- Zehnpfennig, Barbara (* 1956), deutsche Politikwissenschaftlerin
- Zehnpfennig, Marianne (1941–1999), deutsche Kunsthistorikerin und Denkmalpflegerin
- Zehnter, Aaron (* 2004), deutscher Fußballspieler
- Zehnter, Johann Anton (1851–1922), deutscher Jurist und Politiker (Zentrum), Mitglied des badischen Landtags, MdR
- Zehnter, Karl (1900–1934), deutscher Gastwirt
- Zehnter, Theo (1929–2017), deutscher Landwirt und Politiker (CSU)
- Zehntner, Albert Adolf (1895–1975), Schweizer Maler
- Zehntner, Leo (1864–1961), Schweizer Entomologe, Natur- und Heimatforscher
- Zehntner, Marc (* 1972), Schweizer Kulturmanager und Historiker

### Zehr
- Zehr, Carl (* 1945), kanadischer Bürgermeister
- Zehr, Howard (* 1944), US-amerikanischer Soziologe und Friedensforscher
- Zehren, Erich (1923–2013), deutscher Autor
- Zehrer, Christopher (* 1985), deutscher Organist, Dirigent, Countertenor und Dozent
- Zehrer, Franz (1911–1992), österreichischer Geistlicher, Theologe, Kirchenmusiker und Orgelsachverständiger
- Zehrer, Hans (1899–1966), deutscher jungkonservativer Publizist
- Zehrer, Joseph (* 1954), deutscher Bildender Künstler
- Zehrer, Klaus Cäsar (* 1969), deutscher Autor
- Zehrfeld, Helmut (* 1919), deutscher Fußballspieler
- Zehrfeld, Jan (* 1977), deutscher Gitarrist, Jazzmusiker und Komponist
- Zehrfeld, Oskar (1854–1936), deutscher Komponist und Musikpädagoge
- Zehrfeld, Otto Gustav (1882–1930), deutscher Buchhändler sowie Buch- und Postkarten-Verleger
- Zehrfeld, Ronald (* 1977), deutscher SchauspielerRonald Zehrfeld (* 1977)

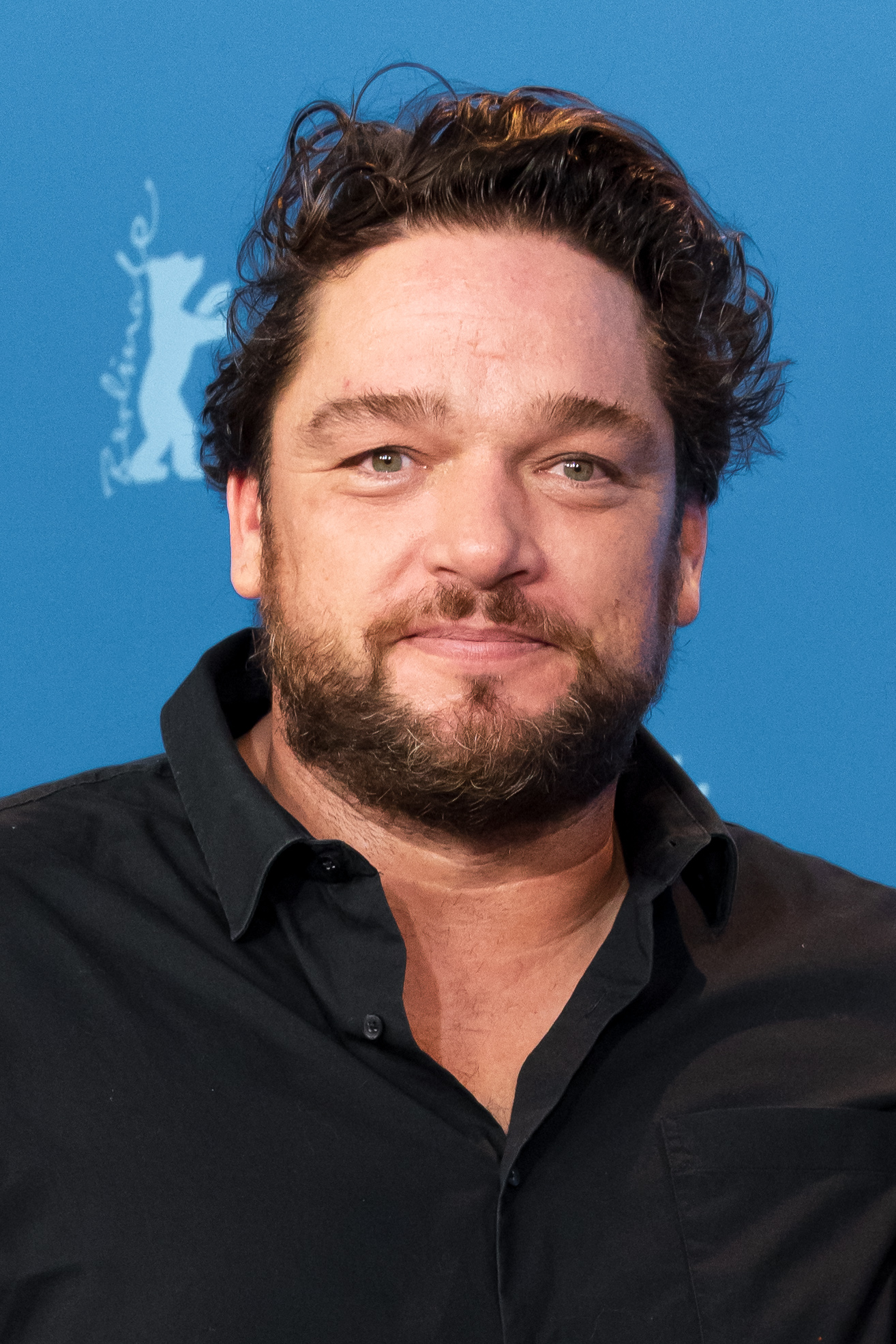
Ronald Zehrfeld (* 1977)

- Zehrfuss, Bernard (1911–1996), französischer Architekt
- Zehrt, Conrad (1806–1897), deutscher Politiker (Zentrum), MdR
- Zehrt, Monika (* 1952), deutsche Leichtathletin und Olympiasiegerin

### Zeht
- Zehtabchi, Rayka, iranisch-amerikanische Regisseurin und Filmproduzentin
- Zehtmeyer, Hanns (1891–1969), deutscher Grafiker und Maler